# Xã Swan, Quận Holt, Nebraska
Xã Swan (tiếng Anh: Swan Township) là một xã thuộc quận Holt, tiểu bang Nebraska, Hoa Kỳ. Năm 2010, dân số của xã này là 45 người.